# Pseudomalaxis nobilis
Pseudomalaxis nobilis är en snäckart som beskrevs av Addison Emery Verrill 1885. Pseudomalaxis nobilis ingår i släktet Pseudomalaxis och familjen Architectonicidae. Inga underarter finns listade i Catalogue of Life.